# Hugo Krüger (Politiker)
Hugo Ludwig Ferdinand Krüger (* 22. Januar 1848 in Braunschweig; † 19. Juni 1930 ebenda) war Kreisdirektor und Mitglied des Deutschen Reichstags.

## Leben
Krüger besuchte das Gymnasium Martino-Katharineum in Braunschweig und studierte Rechtswissenschaften an den Universitäten Göttingen und Berlin. Ab 1892 war er Kreisdirektor in Gandersheim und ab 1899 Kreisdirektor in Wolfenbüttel. Ferner war er Mitglied des letzten Staatsministeriums im Herzogtum Braunschweig, welches am 8. November 1918 zurücktrat.
Von 1893 bis 1898 war er Mitglied des Deutschen Reichstags für den Reichstagswahlkreis Herzogtum Braunschweig 3 (Holzminden, Gandersheim) und die Nationalliberale Partei.